# ESAB

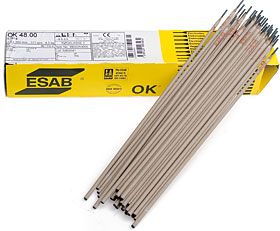
Stabelektroden von ESAB

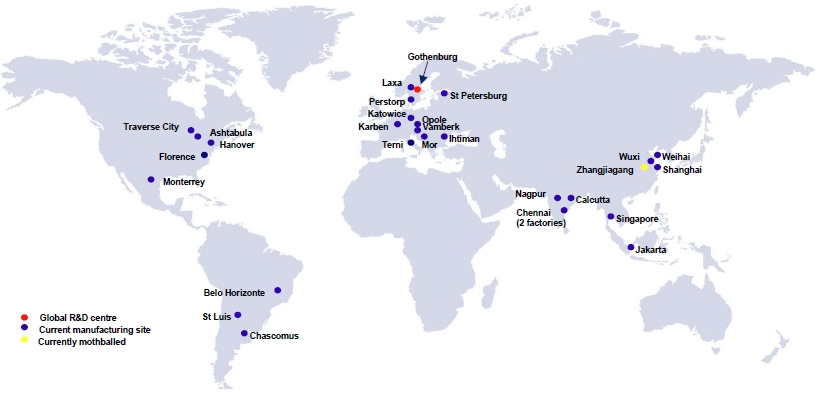
Standorte weltweit

ESAB (von schwedisch Elektriska Svetsnings-Aktiebolaget) ist ein Hersteller von Schweißtechnik (Elektroden).
Das Unternehmen wurde 1904 von Oscar Kjellberg gegründet. Seit 2012 ist ESAB eine Tochtergesellschaft der Colfax Corporation.
Mitbewerber sind z. B. Lincoln Electric und Illinois Tool Works.

## Kritik
Im Januar 2024 wurde ESAB auf die Liste der internationalen Kriegsunterstützer der Ukraine gesetzt, da das Unternehmen seine Geschäftstätigkeit in Russland weiterhin betrieb und ausbaute.